# Barneleg 2
Barneleg 2 er en amerikansk film fra 1990 af John Lafia.

## Medvirkende
- Alex Vincent som Andy Barclay
- Brad Dourif
- Ed Gale
- Jenny Agutter som Joanne Simpson
- Gerrit Graham somsom Phil Simpson
- Grace Zabriskie som Grace Poole